# カービー姉妹

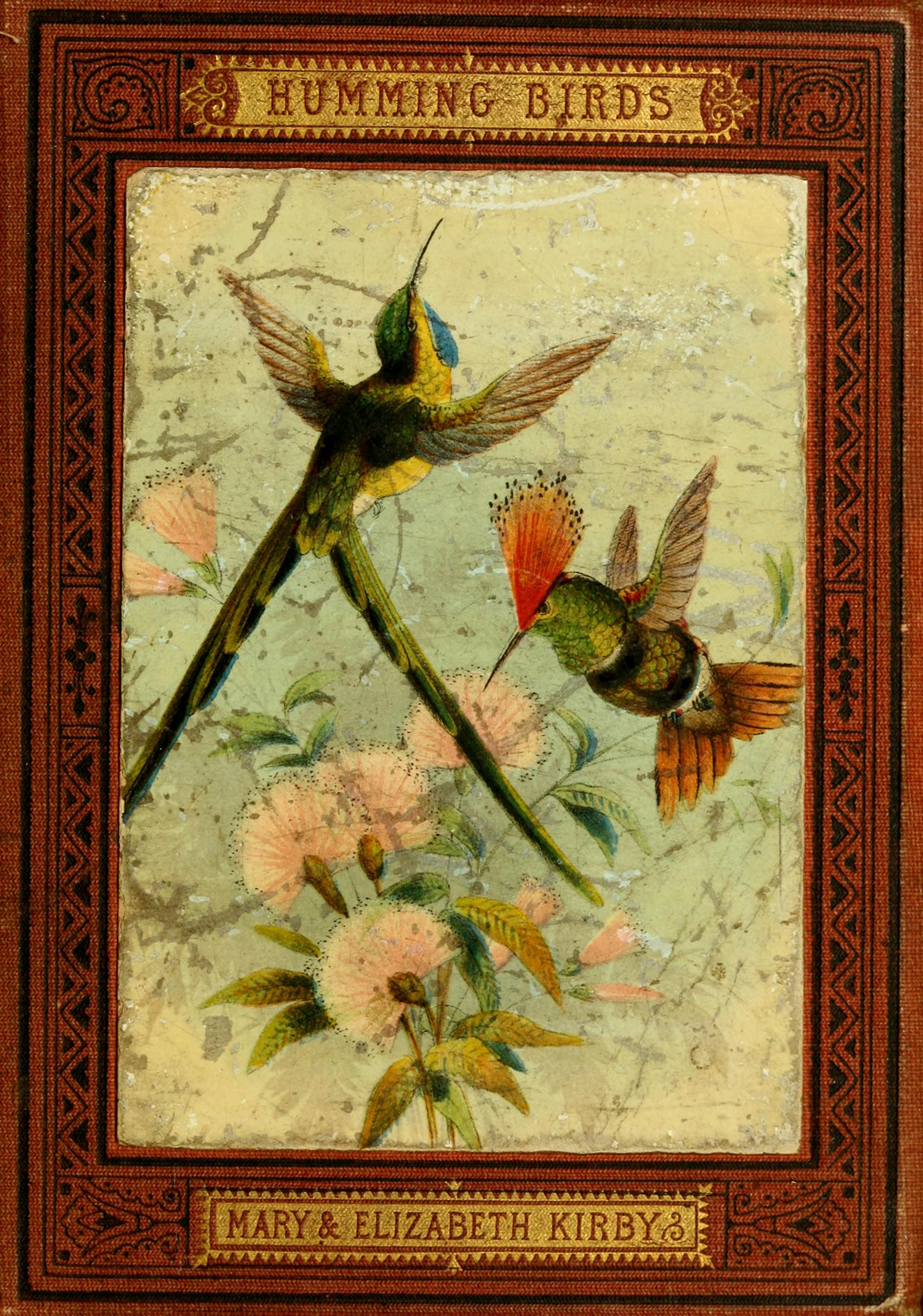
キルビー姉妹のハチドリの絵

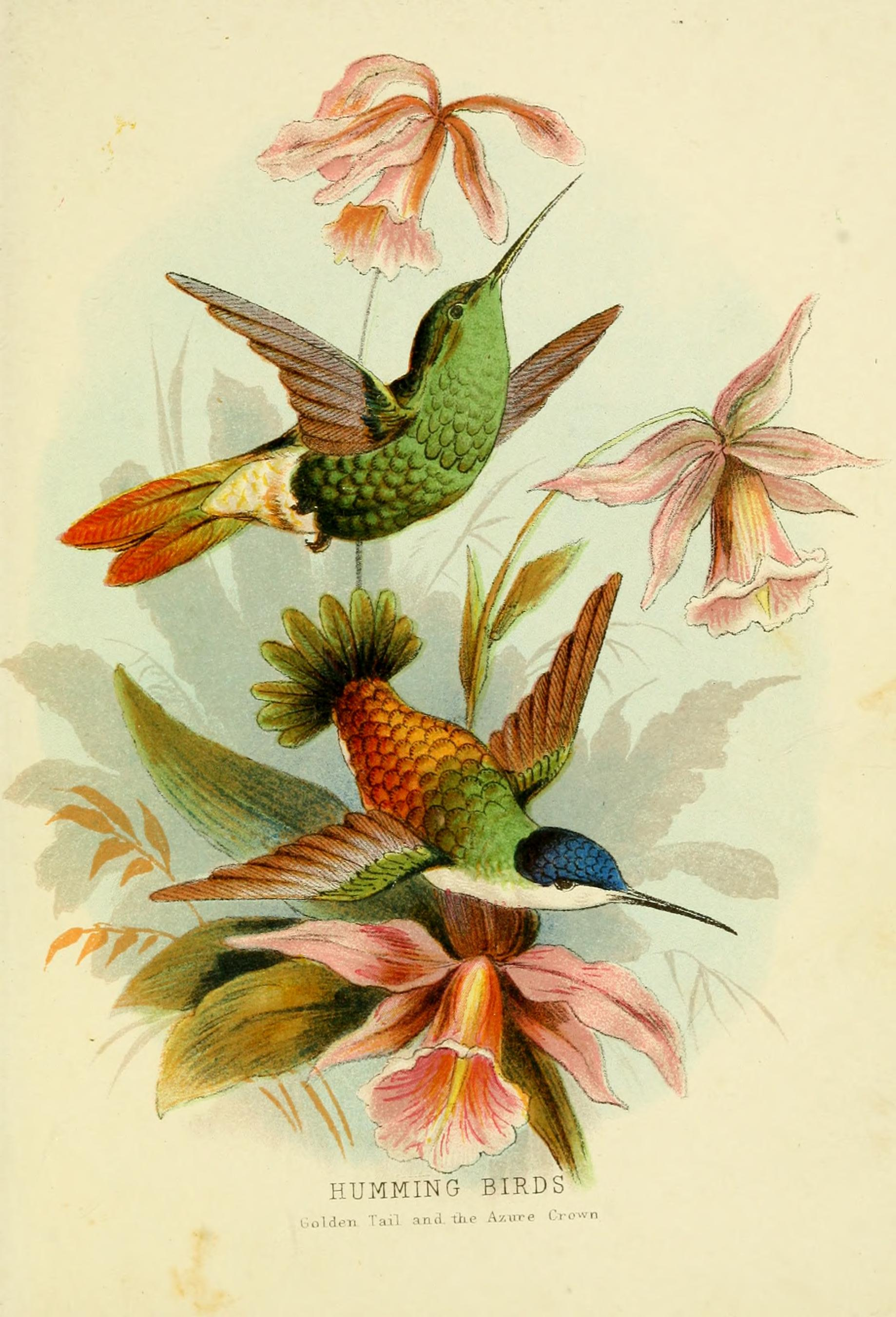
ソライロボウシエメラルドハチドリ などの絵

カービー姉妹（エリザベス・カービー、Elizabeth Kirby、1823年 - 1873年、メアリー・カービー、Mary Kirby、1817年 - 1893年）は、イギリスの作家、子供むけの本や自然に関する本のイラストレーターである。連名で多くの著書を執筆した。メアリーは特に『レスターシャーの植物』（"A Flora of Leicestershire"）で知られ、エリザベスは子供向けの本で知られる。協力して、ポピュラー・サイエンスの著書を執筆した。メアリーは19世紀のイギリスで植物学を研究・執筆した数少ない女性である。

## 略歴
レスターで育った。父親は靴下販売業者であったが、芸術家はだで、1848年に父親が死んだ時、収入源は残されなかった、出版していた雑誌が残され、メアリーがそれを継承した。同じ年に博物学者のアンドリュー・ブロクサムの助けを借りて、メアリーの『レスターシャーの植物』の草稿は出版された。エリザベスは植物学分野以外の付加情報を加えた。この本の趣向は、白紙のページがつけられていたことで、読者は、白紙のページに自分の記録を書き込むことができた。1850年に939の種を記載した版が出版され、当時の指導的な植物学者、ウィリアム・ジャクソン・フッカーに賞賛された。姉妹は職業作家になることをめざした。25年以上にわたってポピュラー・サイエンスの多くを含む多くの本を執筆した。雑誌や教科書に、挿絵付の物語や科学へのガイドを書いた。これらの収入でメアリーが結婚することになる牧師のヘンリー・グレッグのためにブロクスビー・チャーチを購入した。それまでノーフォークに暮らした後、メアリーは結婚した後、レスターシャー州のメルトンモーブレーで3人で暮らした。Six Elmsと呼ばれる家をたてるために、さらに多くの本の出版を続けた。エリザベスは1873年に没した。その翌年、ブロクスビー・チャーチは落雷で被害を受け、R.W.ジョンソンによって再建された。ヘンリー・グレッグは1881年に没し、メアリーは1893年に没した。

## 著作
- Plants of Land and Water, 1857
- Caterpillars, Butterflies, and Moths, 1857
- Kirby, Mary (1850), A Flora of Leicestershire, London: Hamilton, Adams & Co., OCLC 15190119
- The Sea and its Wonders, 1873
- Chapters on Trees, 1873
- Sketches of Insect Life, 1874
- Hummingbirds, 1874
- Beautiful birds in far-off lands; their haunts and homes
- Leaflets from my Life, Mary Kirby, 1888